# الکس لونا (بازیکن فوتبال)
الکس لونا (انگلیسی: Alex Luna؛ زادهٔ ۳۱ مارس ۲۰۰۴) بازیکن فوتبال است.
وی همچنین در تیم‌های ملی فوتبال Argentina national under-17 football team بازی کرده‌است.